# جون مايكل رايت

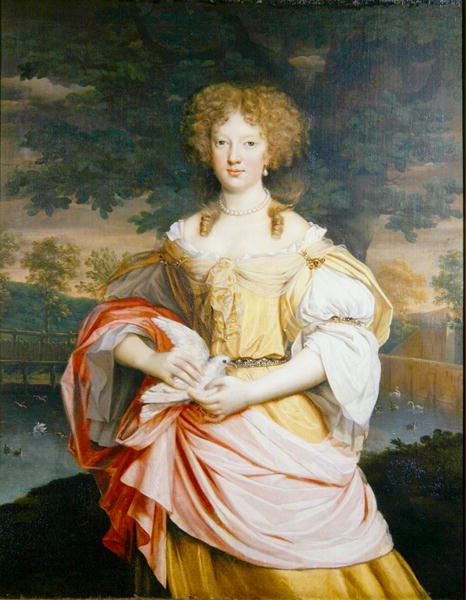
صورة لماري ويلبراهام ، ويستون بارك

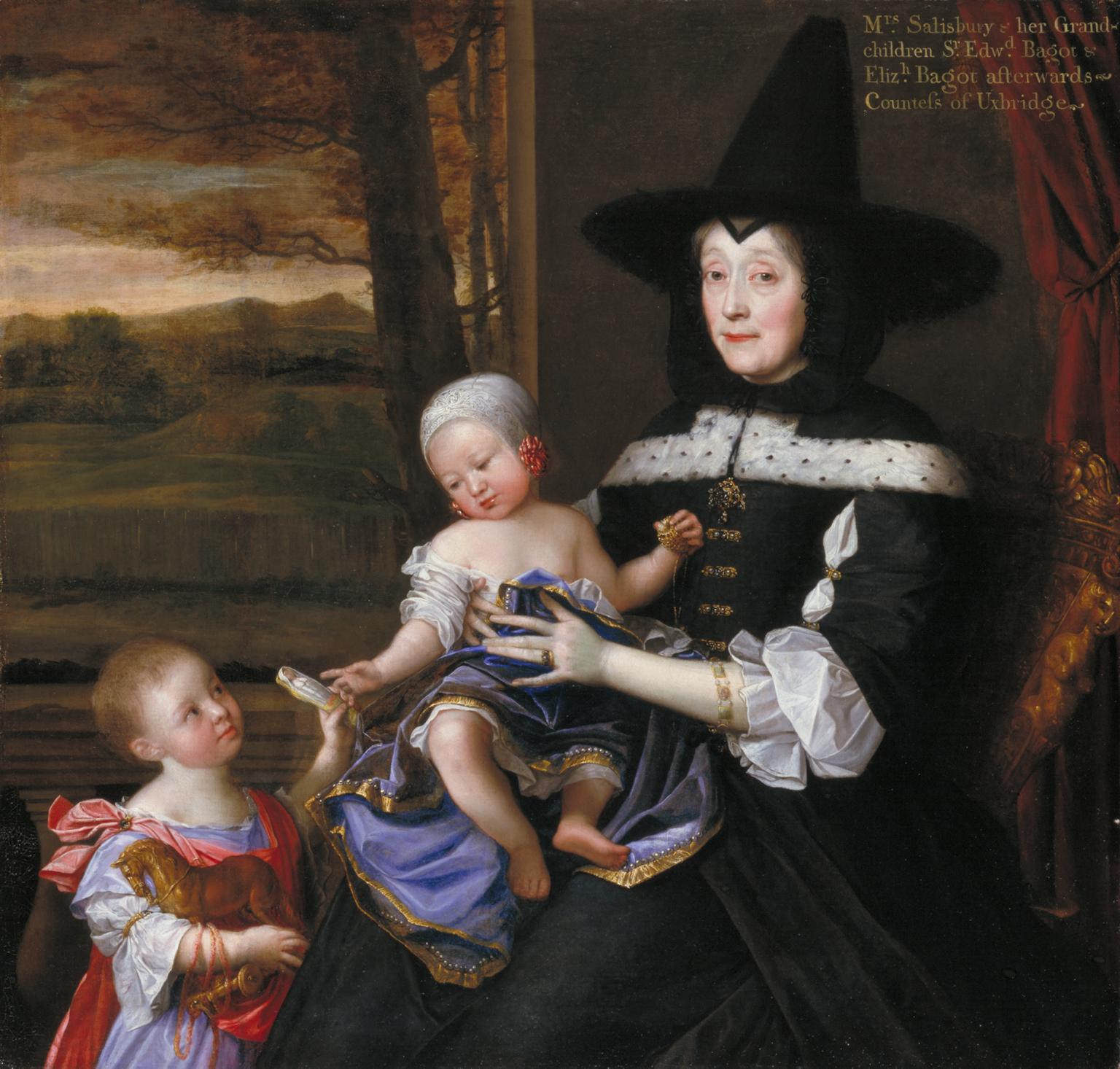
السيدة سالسبري مع أحفادها إدوارد وإليزابيث باجوت (حوالي 1676) ، مجموعة تيت

جون مايكل رايت (بالإنجليزية: John Michael Wright)‏ (مايو 1617 - يوليو 1694)  هو رسامًا إنجليزيًا أو اسكتلنديًا رسام بورتريه بأسلوب الباروك .  رايت في إدنبرة تحت إشراف الرسام الاسكتلندي جورج جيمسون، واكتسب شهرة كبيرة كفنان وباحث خلال إقامته الطويلة في روما. وهناك تم قبوله في أكاديمية سان لوكا، وكان مرتبطًا ببعض الفنانين البارزين من جيله. تمت خطبته من قبل الأرشيدوق النمساوي ليوبولد فيلهلم، حاكم هولندا الإسبانية، للحصول على أعمال فنية في إنجلترا في عهد أوليفر كرومويل عام 1655. تولى الإقامة الدائمة في إنجلترا منذ عام 1656، وعمل رسامًا للمحكمة قبل وبعد استعادة اللغة الإنجليزية. فتم تحوله إلى الكاثوليكية الرومانية، وكان المفضل المحكمة ستيوارت التي تم ترميمها وكان عميلًا لكل من تشارلز الثاني وجيمس الثاني، وكان شاهداً على العديد من المناورات السياسية في تلك الحقبة. في السنوات الأخيرة من ملكية ستيوارت، وعاد إلى روما كجزء من سفارة للبابا إنوسنت الحادي عشر .
ثم تم تصنيف رايت حاليًا كاحد من الرسامين المواهيبن البريطانيين الأصليين الرائدين من جيله، إلى حد كبير للواقعية المميزة في صوره. ربما بسبب الطبيعة العالمية غير المعتادة لتجربته الواسعة والكبيرة، فقد كان مفضلاً من قبل الرعاة على أعلى مستوى الموجودة من المجتمع في عصره كان يُفضل فيه الفنانون الأجانب عادةً. يتم تضمين لوحات رايت للملكية والأرستقراطية ضمن مجموعات من المعارض الرائدة اليوم.